# John Havlicek
John Joseph "Hondo" Havlicek (Martins Ferry, 8 de abril de 1940 - Júpiter, 25 de abril de 2019) foi um ex-jogador de basquete profissional. Ele competiu por 16 temporadas jogando pelo Boston Celtics, vencendo oito títulos da NBA, quatro deles em suas primeiras quatro temporadas.
Na NBA, apenas os companheiros de equipe Bill Russell e Sam Jones ganharam mais títulos durante suas carreiras e Havlicek é um dos três jogadores da NBA com um recorde insuperável de 8-0 nas Finais da NBA. Havlicek é amplamente considerado um dos maiores jogadores da história e foi nomeado como membro do Basketball Hall of Fame em 1984.

## Carreira na faculdade e na NBA
Havlicek jogou basquete universitário com Jerry Lucas, que era seu colega de quarto na Universidade Estadual de Ohio. Essa equipe, que tinha como reserva a futura lenda, Bobby Knight, venceu o título da Divisão I da NCAA em 1960. Ele foi nomeado como suplente da equipe dos Estados Unidos nos Jogos Olímpicos de 1960.
Havlicek foi selecionado pelo Celtics da NBA e pelo Cleveland Browns da NFL em 1962. Depois de competir brevemente como um wide receiver no campo de treinamento dos Browns naquele ano, ele concentrou suas energias em jogar pelos Celtics, com o treinador Red Auerbach depois descrevendo-o como as "entranhas da equipe". Ele também era conhecido por sua resistência, com os concorrentes dizendo que era dificil seguir ele.
Apelidado de "Hondo" (inspirado no filme homônimo de 1953 de John Wayne), Havlicek revolucionou o papel de "sexto homem" e foi imortalizado por sua roubada de bola nos segundos finais da Final da Conferência Leste de 1965.
No sétimo e último jogo, disputado no Boston Garden, os Celtics lideraram o jogo por 110-109 contra o Philadelphia 76ers faltando cinco segundos para o final e precisou apenas receber a bola embaixo da cesta para garantir a vitória e avançar para as Finais da NBA; entretanto, o passe de Bill Russell atingiu um fio que pendia do teto e a bola voltou aos 76ers com a chance de vencer o jogo - e a série. Hal Greer foi definido para lançar a bola. Havlicek ficou de costas para Greer, marcando Chet Walker. Mas, quando o passe de Greer chegou, Havlicek girou, saltou e "roubou" o passe para Sam Jones. O veterano juiz Earl Strom, que escreveu sobre isso em seu livro de memórias "Calling the Shots", chamou a jogada de Havlicek como uma das maiores jogadas que ele já viu em seus 32 anos como juiz profissional.
Havlicek é o líder de todos os tempos dos Celtics em pontos e jogos disputados, marcando 26.395 pontos (20,8 pontos por jogo, 13º de todos os tempos em pontos conquistados na NBA) e jogando em 1.270 jogos (17º de todos os tempos). Ele se tornou o primeiro jogador a marcar 1.000 pontos em 16 temporadas consecutivas, com sua melhor temporada sendo na temporada de 1970-71 da NBA, quando ele teve uma média de 28,9 pontos por jogo.
Havlicek compartilha o recorde de mais pontos em uma prorrogação nas Finais da NBA (9 em um jogo de 10 de maio de 1974 contra o Milwaukee Bucks), e foi nomeado o MVP da Finais da NBA daquele ano.
Além de ser um grande sexto homem no início de sua carreira, Havlicek tornou-se conhecido por sua implacabilidade e tenacidade no ataque e na defesa, suas habilidades em todas as facetas do jogo, seu movimento constante e sua incansável capacidade de subir e descer a quadra. Como resultado de sua resistência, ele foi um devastador finalizador de contra-ataque. Ele também era o tipo de jogador que faria o que fosse necessário para ajudar seu time a obter uma vitória, como pegar um rebote crucial, fazer uma investida ou inventar um roubo de bola em um momento defensivo chave. Em 1974, Russell resumiu a carreira de Havlicek dizendo "Ele é o melhor jogador de todos os tempos".

## Legado
Sendo treze vezes eleito para o All-Star Game da NBA, Havlicek se aposentou em 1978 e sua camisa número 17 foi imediatamente aposentada pelos Celtics. Na época de sua aposentadoria, Havlicek era o líder da NBA em jogos disputados (superado em 1984 por Elvin Hayes e agora detido por Robert Parish) e terceiro em pontos atrás de Wilt Chamberlain e Oscar Robertson. Havlicek está agora em 26º e 15º, respectivamente, nessas estatísticas.
Em 1984, Havlicek tornou-se membro do Basketball Hall of Fame. Em 1997, ele foi selecionado como um dos 50 maiores jogadores da história da NBA. Em 2009, Havlicek ficou em 17º lugar entre os 50 Melhores Jogadores de todos os tempos da NBA pela revista SLAM e mais uma vez na mesma posição no Top 500 da NBA de todos os tempos em 2011. Ele também foi nomeado o 14º melhor jogador de todos os tempos no Book of Basketball de Bill Simmons.
O Bridgeport High School Gymnasium foi renomeado para o "John J. Havlicek Gymnasium" em janeiro de 2007. Ele divide a homenagem com Frank Baxter, membro do Hall da Fama do National High School, um antigo treinador da Bridgeport High School.
O membro do Hall of Fame, Chris Mullin, usou o número 17 como uma homenagem a Havlicek.
A Pony International ainda produz um modelo de calçados esportivos em homenagem ao icônico jogador de basquete chamado "John Havlicek", com a assinatura de John.

## Morte
Havlicek sofreu de uma cepa agressiva da Doença de Parkinson por aproximadamente os últimos três anos, e recentemente piorou, Havlicek pegou pneumonia os médicos decidiram colocá-lo em coma induzido porem morreu a noite depois de uma longa luta contra a Doença de Parkinson.

## Família
O filho de Havlicek, Chris, jogou basquete colegial na Universidade da Virgínia no início dos anos 90. Sua filha, Jill, casou-se com o ex-jogador e treinador da MLB, Brian Buchanan.
Ele é de ascendência tcheca do lado de seu pai e de descendência croata do lado de sua mãe.

## Estatísticas da NBA
| † | Campeão da NBA |

### Temporada regular
| Ano      | Equipe   | PJ    | PT | MPJ   | AP   | 3P | LL   | RT  | AS  | BR  | TO | PPJ  |
| -------- | -------- | ----- | -- | ----- | ---- | -- | ---- | --- | --- | --- | -- | ---- |
| 1962–63† | Boston   | 80*   | –  | 27.5  | .445 | –  | .728 | 6.7 | 2.2 |     |    | 14.3 |
| 1963–64† | Boston   | 80    | –  | 32.3  | .417 | –  | .746 | 5.4 | 3.0 |     |    | 19.9 |
| 1964–65† | Boston   | 75    | –  | 28.9  | .401 | –  | .744 | 4.9 | 2.7 |     |    | 18.3 |
| 1965–66† | Boston   | 71    | –  | 30.6  | .399 | –  | .785 | 6.0 | 3.0 |     |    | 18.8 |
| 1966–67  | Boston   | 81*   | –  | 32.1  | .444 | –  | .828 | 6.6 | 3.4 |     |    | 21.4 |
| 1967–68† | Boston   | 82    | –  | 35.6  | .429 | –  | .812 | 6.7 | 4.7 |     |    | 20.7 |
| 1968–69† | Boston   | 82    | –  | 38.7  | .405 | –  | .780 | 7.0 | 5.4 |     |    | 21.6 |
| 1969–70  | Boston   | 81    | –  | 41.6  | .464 | –  | .844 | 7.8 | 6.8 |     |    | 24.2 |
| 1970–71  | Boston   | 81    | –  | 45.4* | .450 | –  | .818 | 9.0 | 7.5 |     |    | 28.9 |
| 1971–72  | Boston   | 82    | –  | 45.1* | .458 | –  | .834 | 8.2 | 7.5 |     |    | 27.5 |
| 1972–73  | Boston   | 80    | –  | 42.1  | .450 | –  | .858 | 7.1 | 6.6 |     |    | 23.8 |
| 1973–74† | Boston   | 76    | –  | 40.7  | .456 | –  | .832 | 6.4 | 5.9 | 1.3 | .4 | 22.6 |
| 1974–75  | Boston   | 82    | –  | 38.2  | .455 | –  | .870 | 5.9 | 5.3 | 1.3 | .2 | 19.2 |
| 1975–76† | Boston   | 76    | –  | 34.2  | .450 | –  | .844 | 4.1 | 3.7 | 1.3 | .4 | 17.0 |
| 1976–77  | Boston   | 79    | –  | 36.9  | .452 | –  | .816 | 4.8 | 5.1 | 1.1 | .2 | 17.7 |
| 1977–78  | Boston   | 82    | –  | 34.1  | .449 | –  | .855 | 4.0 | 4.0 | 1.1 | .3 | 16.1 |
| Carreira | Carreira | 1,270 | –  | 36.6  | .439 | –  | .815 | 6.3 | 4.8 | 1.2 | .3 | 20.8 |
| All-Star | All-Star | 13    | 10 | 23.3  | .481 | –  | .756 | 3.5 | 2.6 | .3  | .0 | 13.8 |

### Playoffs
| Ano      | Equipe   | PJ  | PT | MPJ   | AP   | 3P | LL   | RT  | AS  | BR  | TO | PPJ  |
| -------- | -------- | --- | -- | ----- | ---- | -- | ---- | --- | --- | --- | -- | ---- |
| 1963†    | Boston   | 11  | –  | 23.1  | .448 | –  | .667 | 4.8 | 1.5 | –   | –  | 11.8 |
| 1964†    | Boston   | 10  | –  | 28.9  | .384 | –  | .795 | 4.3 | 3.2 | –   | –  | 15.7 |
| 1965†    | Boston   | 12  | –  | 33.8  | .352 | –  | .836 | 7.3 | 2.4 | –   | –  | 18.5 |
| 1966†    | Boston   | 17  | –  | 42.3  | .409 | –  | .841 | 9.1 | 4.1 | –   | –  | 23.6 |
| 1967     | Boston   | 9   | –  | 36.7  | .448 | –  | .803 | 8.1 | 3.1 | –   | –  | 27.4 |
| 1968†    | Boston   | 19  | –  | 45.4  | .452 | –  | .828 | 8.6 | 7.5 | –   | –  | 25.9 |
| 1969†    | Boston   | 18  | –  | 47.2* | .445 | –  | .855 | 9.9 | 5.6 | –   | –  | 25.4 |
| 1972     | Boston   | 11  | –  | 47.0* | .460 | –  | .859 | 8.4 | 6.4 | –   | –  | 27.4 |
| 1973     | Boston   | 12  | –  | 39.9  | .477 | –  | .824 | 5.2 | 5.4 | –   | –  | 23.8 |
| 1974†    | Boston   | 18  | –  | 45.1  | .484 | –  | .881 | 6.4 | 6.0 | 1.3 | .3 | 27.1 |
| 1975     | Boston   | 11  | –  | 42.2  | .432 | –  | .868 | 5.2 | 4.6 | 1.5 | .1 | 21.1 |
| 1976†    | Boston   | 15  | –  | 33.7  | .444 | –  | .809 | 3.7 | 3.4 | .8  | .3 | 13.2 |
| 1977     | Boston   | 9   | –  | 41.7  | .371 | –  | .820 | 5.4 | 6.9 | .9  | .4 | 18.3 |
| Carreira | Carreira | 172 | –  | 39.9  | .436 | –  | .836 | 6.9 | 4.8 | 1.1 | .3 | 22.0 |

Fonte:

## Títulos e Homenagens

### Universidade Estadual de Ohio
- Camisa número 5 aposentada
- Campeão da NCAA (1960)
- Segunda-Equipe All-American (1962)
- Terceira-Equipe All-American – AP (1961)

### Boston Celtics
- 8× Campeão da NBA(1963–1966, 1968, 1969, 1974, 1976)
- MVP das Finais da NBA (1974)
- 13× All-Star da NBA (1966–1978)
- 4× Primeira-Equipe da NBA (1971–1974)
- 7× Primeira-Equipe da NBA (1964, 1966, 1968–1970, 1975, 1976)
- 5× Primeira-Equipe Defensiva da NBA (1972–1976)
- 3× Segunda-Equipe Defensiva da NBA (1969–1971)
- Primeira-Equipe de Novatos da NBA (1963)
- Camisa número 17 aposentada
- Time do 35° aniversário da NBA
- Time do 50° aniversário da NBA